# Amadina
Amadina is een geslacht van zangvogels uit de familie prachtvinken (Estrildidae).

## Soorten
Het geslacht kent de volgende soorten:
- Amadina erythrocephala  – Roodkopamadine
- Amadina fasciata  – Bandvink